# Jankovich Ferenc
Jankovich Ferenc (Székesfehérvár, 1907. november 29. – Budapest, 1971. március 9.) Kossuth-, József Attila- és Baumgarten-díjas magyar költő, író, műfordító.

## Élete
Iskoláit Sárpentelén, majd Székesfehérváron végezte. 1927-ben érettségizett, majd az Eötvös Kollégium tagjaként a Pázmány Péter Tudományegyetemen magyar-francia szakos tanári oklevelet szerzett.
1932–34 között francia állami ösztöndíjjal a Sorbonne hallgatója, és az École Normale Supérieure diákja volt. Tanársegédként dolgozott a Keleti Nyelvek Főiskoláján. Itt jelent meg első verseskötete.
Hazatérve 2 évet végzett el a Zeneakadémia ének tanszakán. Óraadó tanár a budapesti középiskolákban. 1936–42 között a Magyar Dal c. zenei folyóirat felelős szerkesztőjeként dolgozott, Kodály és Vásárhelyi Zoltán munkatársaként. Az érdi első magyar (KALOT) Népfőiskolán magyar irodalmat, történelmet, zenét tanított.
1939-ben, majd 1942-ben Baumgarten-díjat kapott. Munkatársa volt a Nyugat, Válasz, Kelet Népe, Magyar Csillag c. folyóiratoknak.
A 40-es évek második felében indított élő, országjáró folyóiratának, a Magvetőnek megjelentetését a megújuló zaklatások miatt kénytelen volt beszüntetni. Az ötvenes években visszavonult a kulturális szervezői tevékenységtől, az évtized elején költőként nem publikált. Történelmi regényeket írt és idegen szerzők műveit fordította. Munkásságáért 1955-ben József Attila-díjat, 1956-ban Kossuth-díjat kapott.
1956-ban, majd 1961-ben a Nemzetközi PEN Club meghívására részt vett a Knokke le Zoute-i költői biennálén, ahol A primitív szentimentalizmus és a modern nihilizmus érintkezése korunkban címmel tartott előadást. A 60-as években irodalmi munkásságával verskötetek és regények mellett a memoárirodalmat is gazdagította. 1971. március 9-én Budapesten hunyt el. A Farkasréti temetőben helyezték örök nyugalomra.

## Munkássága
„Jankovich Ferenc neve ismerős, széles olvasótábora van, de inkább történelmi regényei révén. A lírikusé kezd elhalványulni. Az irodalmi tudat gyorsan vált, a felhangosult kor talán nem is kedvez az ő férfias ugyan, de bársonyos lírai hangjának. Már egyre kevesebben hallják vissza a „fényes szellők” költőjének ifjúságébresztő szavát, s még kevesebben a Nyugat költőjét. Nem volna kárpótlás, ha a prózaíró sikere feledtetné a költőt, akinek még mindig nemzedéke első sorában a helye.” (Kiss Tamás, költő)
„Ha visszagondolok rá, azt kell mondanom, hogy származása, ifjúkori élményei szerint szinte mintája volt a népi írónak, műveltsége és verskultúrája jellegzetes filozopter értelmiségi volt; keményen férfias becsületessége, segítőkész kedvessége az irodalmi élet egyik legszeretettebb egyéniségévé tette.” (Hegedüs Géza)
„Indulásakor György Oszkár tanára és barátja, aki a Nyugat-ban köszöntötte bemutatkozó kötetét, a népi irodalomban jelölte meg a helyét. De amíg a népi líra sokaknál beszűkülést eredményezett, Jankovich szintézisbe tudta hozni a »nyugatosságot« és a népköltészet sugallatait. E szintézist fejezheti ki – jelképes módon – a Kenyérszegés (Párizs, 1932) és Párizs fogalompárja is. A magyar népköltészet mellett a modern francia líra, a francia népdal és a hazai klasszikusok hatása egyaránt felismerhető nála. A kevesek közé tartozik, akik a két költői réteget – a népit és a modernet – természetes módon tudták egyesíteni. 
A fiatal Jankovich Ferenc Mészöly Géza vásznaira kívánkozó balatoni életképeket, varázslatos pannon tájakat festett verseivel. Minden vers mögött ott rejlik a megnevezhető szülőföld, nem csak a természet, hanem a történelmi táj is, pontosabban az a táj, amelynek története, hagyományvilága van. (Kenyérszegés, Barangoló, 1934)
Az idill mégsem az indulás egyetlen élményforrása. Jankovich nemcsak a tájban érezte otthon magát, hanem a népéletben, a dunántúli parasztság gondjaiban is. Képzeletéből gyengédségre és zord erőre egyaránt futotta, de meg tudta szólaltatni a nyers realizmus hangját is.” (Pomogáts Béla)

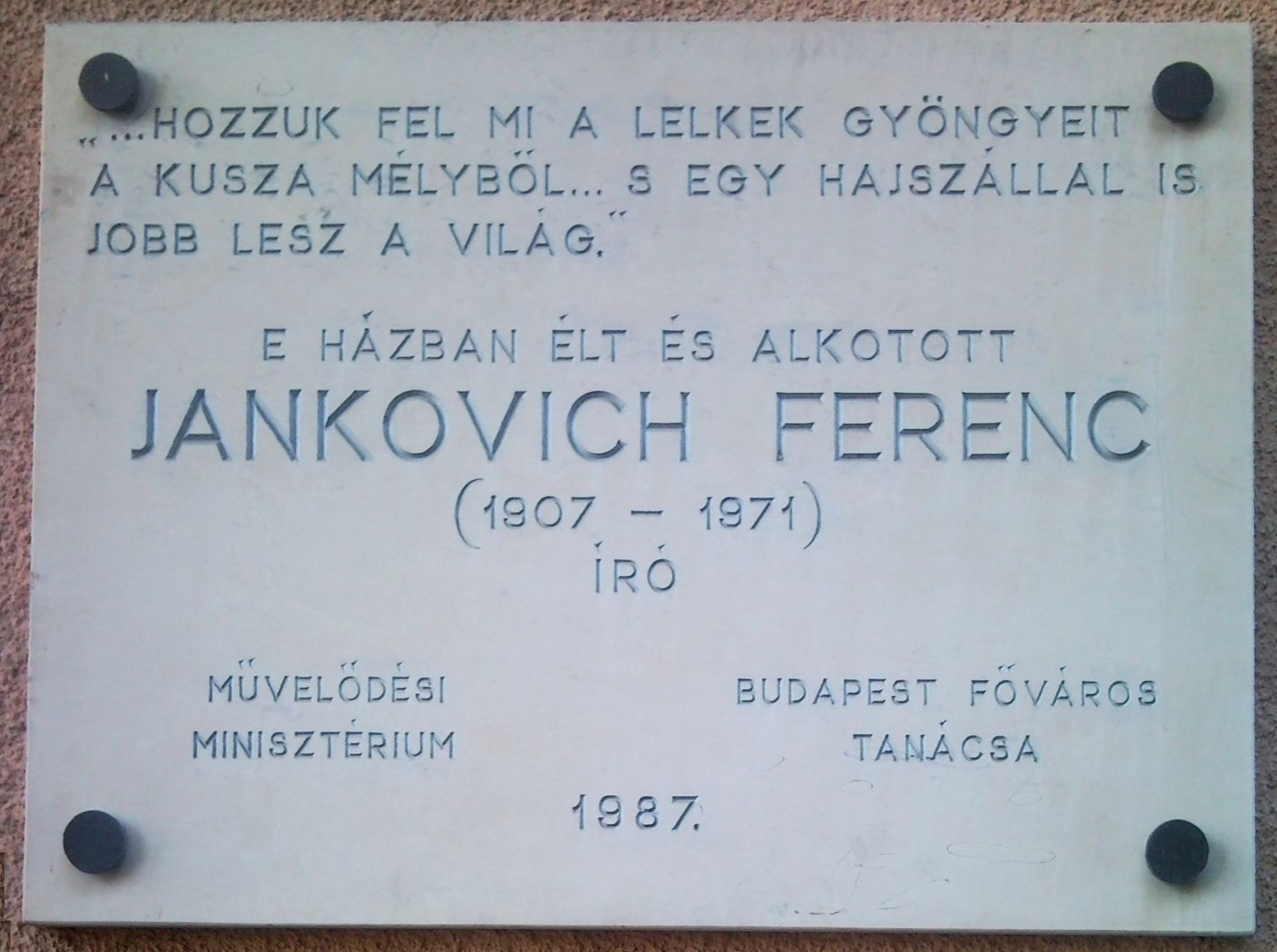
Emléktáblája:
I. kerület Mátray utca 9

Mint értő kritikusa, Halász Gábor írta róla: „Békére áhítozik, de nem kerüli a harcot, a kor kihívását elfogadja. A harcban mégsem esküszik fel zsoldosnak, nem jelszavakat kiált, hanem a maga lázbaborult igéit.”
„Jankovich költészetének az addig lágy, lírai tónusába kiáltó hangok vegyülnek, a 30-as évek népi mozgalma folyamán. A háborús készülődések idején ezek még inkább felerősödnek. A végső pusztulás, a nemzethalál félelme hatja át költészetét. (Epilógus 1931, A nyúl éneke 1937, Julián üzenete 1942).” (Kiss Tamás, költő)
„Az 50-es években e költészet meditatívabbá válik. Mintha ritkulnának a könnyedebb, dalszerű formai megoldások, a dallam mellett hangot kap a versbeszéd. Egyre több szót kapnak az emberi lét végső kérdései. (Galambok harca 1959, Beszélgetés egy tűzhányóval 1959, Özönlő világ 1969k.). Mindannyi a lét, a természet, az ember, a kor, a világ hangja, hol zord, hol derűs variációban, az óda magas hangján, vagy a dalok bartókos monotóniájával. Ereje, kifejezőképessége pedig mindehhez bőséges. Néhány példa:
»csillagokká vált a szenvedés«, »opálszínt pelyhedző öröm«, »árnyak csendje«, »angyalhajakból tüzet szerkeszt a hit«, »a történelem tajtékhabja«, »hallgatni a lét csendülő fülét«… A végletekig lehetne verseibe markolva felmutatni az aranyport. A zeneértő Jankovich Liszt Ferenc nyelvén mondja el a maga ars poetikáját: 
Ó, barátaim,

hozzuk fel, mi, a lelkek gyöngyeit

a kusza mélyből – hadd ragyogjanak

tömegben, a lelki tündökletek!

S – egy hajszállal is – jobb lesz a világ.

(Liszthez 1957-60)
A közös pályakezdés pillanatától figyelhettem útját. A nagy Nyugat nemzedék öröksége, a különböző izmusok harcai és a kor válsága sokféle útvesztőt jelentett, de minden veszéllyel szemben Jankovich határozottan ment a maga útján, a pöntölei kőművesházból hozott kinccsel: a magyar poézissel.” (Bárdosi Németh János)
Jankovich Ferenc költői életművét prózai alkotásainak gazdag sora: társadalmi-, történelmi regények, háborús napló, memoár, népszerű irodalomtörténet és műfordításai teszik teljessé. Első prózai munkájában (Téli szivárvány 1943) a Nyugat kritikusa a XX. századi magyar próza megújítóját üdvözli. Első történelmi regényei akkor fogantak az 50-es évek során, amikor a költő „hallgatott”, sem folyóiratban, sem kötetben nem publikált, a korszak versei csupán későbbi, gyűjteményes kiadásban láttak napvilágot.
Történelmi regényeivel a magyar múlt küzdelmes, nagyhatalmi érdekek közt őrlődő, hősi múltját eleveníti fel. „E múltidéző regények valójában prózai – költői prózában írt – hősköltemények, a nagyromantika modern, a nép megpróbáltatásait és a nép nagyságát ünneplő változatai.” (Hegedüs Géza) Hosszas, alapos levéltári kutatások teszik történelmileg is hitelessé e regénytrilógiákat.
A szemtanú hitelessége és az européer gondolatai teszik izgalmasan tanulságos olvasmánnyá a második világháború idején keletkezett, regénnyel ölelt naplót. (Csepp a tengerben 1956). Az önéletrajzi művek sorába tartozik a Téli szivárvány c. regény is, amely az első világháború sújtotta Székesfehérvár széles társadalmi pannóját festi elénk, az azt átélő gyermek szemével, lényeglátásával idézve fel ez egyensúlyát vesztett világot. Az önéletrajzi fogantatású prózák legszemélyesebbje (A magam emberségéből 1967), amelyben születéstől a tanulóévek során át követhetőek az íróvá–emberré érés állomásai.
Költő és nemzedéktársa, Jékely Zoltán így jellemzi Jankovich Ferenc alkotói világát: „Tündérek fiának mondja magát. Az. Égen-földön otthonos, erdőn-mezőn járatos, ördöggel-angyallal harcoló s egy kicsit cimboráló, korlátaiból kitört ember: igazi költő.”

## Díjai
- Baumgarten-díj (1939, 1943)
- József Attila-díj (1955)
- Kossuth-díj (1956)

## Művei

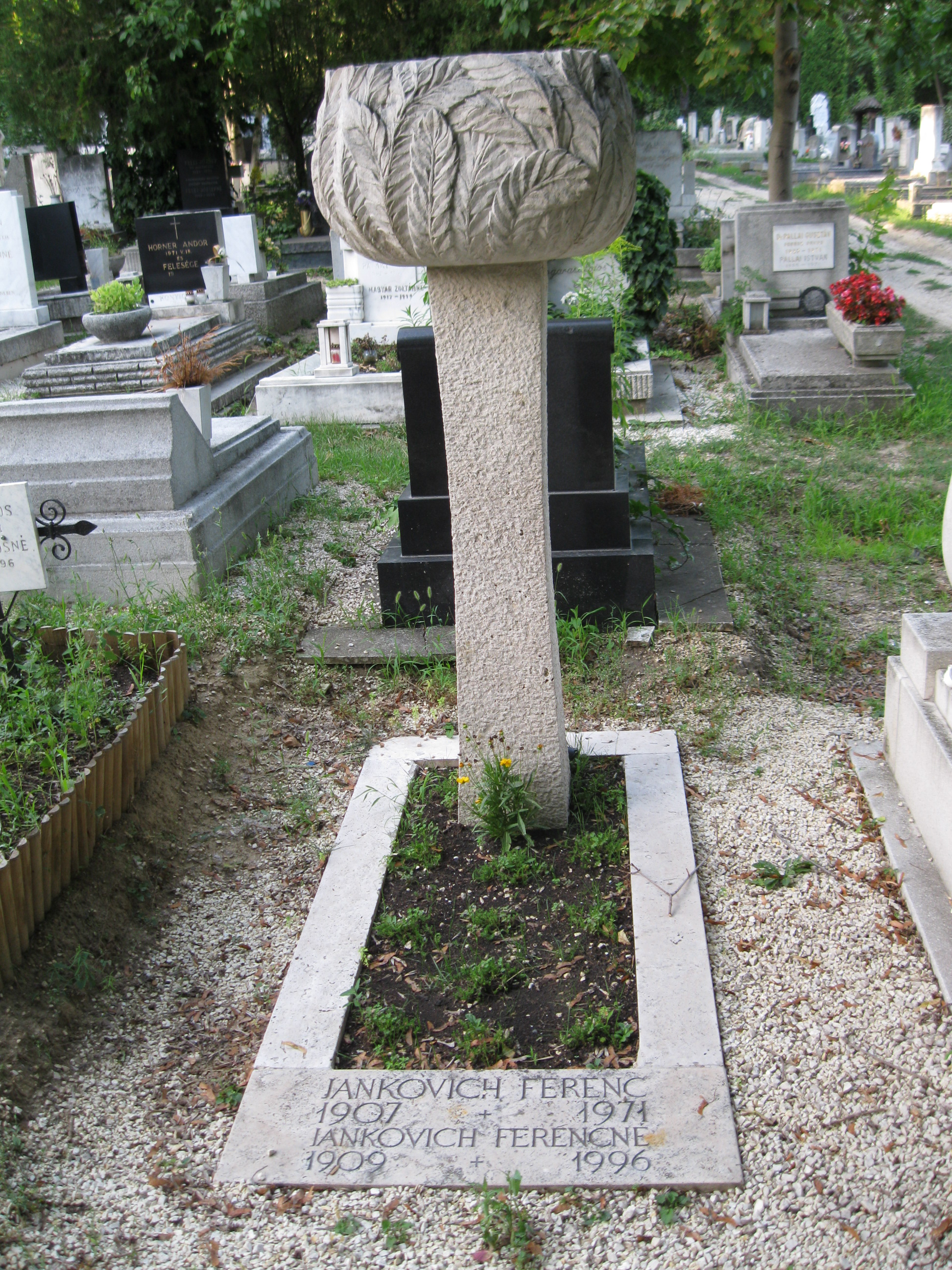
Sírja a Farkasréti temetőben. Csíkszentmihályi Róbert alkotása.

- A magyar gyermek karácsonyi képeskönyve Székesfehérvár, 1932
- Kenyérszegés (versek) Párizs, 1932, Bartha Miklós Társaság
- Barangoló (versek) Bp. 1937, Nyugat
- A viharhoz (versek) Bp. 1939
- Elégia (versek) Bp. 1941, Bolyai Akadémia
- Iránytű a magyar irodalomban I-II. Bp. 1942, Turul-kiadás
- Téli szivárvány (regény) Bp. 1943, Athenaeum
- A lilaszemű hölgy; Fabula, Bp., 1943 (Pepita regények)
- Forr a világ. A magyar költészet olvasókönyve; Stádium Ny., Bp., 1943 (Nemzeti könyvtár)
- Jankovich Ferenc válogatott versei; Csrépfalvi, Bp., 1944 (Pegazus füzetek)
- Legszebb versek könyve; vál. Jankovich Ferenc, Komlós Aladár, Rubin Péter; Budapest Irodalmi Intézet, Bp., 1946 (Magyar műveltség könyvtára)
- Sej, a mi lobogónkat 1945–47. (Mozgalmi dal)
- Galamb röptében (versek) 1939-1948. Bp. 1948, Athenaeum
- Hulló csillagok (történelmi regény) Bp. 1951, Szépirodalmi Kiadó
- Rügyfakasztó Benedek (mesejáték) Bp. 1952, Ifjúsági Kiadó
- A tél fiai (történelmi regény) Bp. 1953, Szépirodalmi Könyvkiadó
- Szántód partjainál (válogatott és új versek) (Rontó-Bontó kalandjai, bohózat) Bp. 1954, Szépirodalmi

Könyvkiadó
- Huszárok a tengeren (Ifjúsági elbeszélések) Bp. 1954, Ifjúsági Kiadó
- A fény virágai (versek) (Az aranypróbás legény, drámai mesejáték.) Bp. 1956, Szépirodalmi Könyvkiadó
- Csepp a tengerben (regény és korrajz) Bp. 1956, Magvető
- Szalmapapucs (versek) Bp. 1956, Ifjúsági Kiadó
- A bűvös hegy (drámai játékok) Bp. 1957, Szépirodalmi Könyvkiadó
- Bűn és bocsánat (regény) Bp. 1957, Magvető
- Összegyűjtött versek Bp. 1959, Magvető
- Téli szivárvány. Regény; Táncsics, Bp., 1959 (Táncsics könyvtár)
- Napravárók (versek) Bp. 1960, Magvető
- Hídégetés (történelmi regény) Bp. 1960, Szépirodalmi Könyvkiadó
- Villő (mese) Bp. 1960, Móra Kiadó
- Dunántúli végeken (történelmi regénytrilógia) 2. kiad. Bp. 1961, Szépirodalmi Könyvkiadó
- Egy udvarházi est (elbeszélések az ifjúság számára) Bp. 1961, Móra Kiadó
- Tavaszidéző (versek 1959-1961) Bp. 1962, Szépirodalmi Könyvkiadó
- Szalmapapucs; 2. átdolg. kiad.; Móra, Bp., 1962
- A világverő. Regény; Szépirodalmi, Bp., 1963
- A budai napkirály (történelmi regény) Bp. 1965, Szépirodalmi Könyvkiadó
- Parázs (versek 1962-1965) Bp. 1966, Szépirodalmi Könyvkiadó
- A magam emberségéből (önéletrajzi regény) Bp. 1967. Kozmosz könyvek
- A fáklya kilobbant (történelmi regény) Bp. 1968, Szépirodalmi Könyvkiadó
- Idők szálltán (versek) Bp. 1968, Szépirodalmi Könyvkiadó
- Világverő Mátyás király (regénytrilógia) Bp. 1969, Szépirodalmi Könyvkiadó
- Csillagfényben (versek) Bp. 1970, Szépirodalmi Könyvkiadó
- Csepp a tengerben; 2. jav. kiad.; Magvető, Bp., 1970
- Napkergető (összegyűjtött versek 1926-1949) Bp. 1971, Szépirodalmi Könyvkiadó
- Holdnéző (összegyűjtött versek 1950-1971) Bp. 1973, Szépirodalmi Könyvkiadó
- Tyukodi pajtás (történelmi regény) Bp. 1973, Móra Kiadó
- A nyugtalanság éneke (versek. Válogatta, sajtó alá rendezte és az előszót írta Kiss Tamás.) Bp. 1987, Szépirodalmi Könyvkiadó
- Magam megyek a kékben (válogatott versek) Székesfehérvár. 2007, Vörösmarty Társaság
- Jankovich Ferenc költeményei Elmondja Mensáros László, Gábor Miklós… (Hanglemez.) 1970, Hungaroton, /Magyar Költők 49./

## Műfordításai
- André Maurois: A varázsló vagy Chateaubriand élete (regény) Bp. 1939.
- Philippe Hériat: Végzetes ifjúság (regény) Bp. 1941.
- Molière: Tartuffe (vígjáték) Bp. 1943.
- Molière: Az embergyűlölő (vígjáték) Bp. 1948.
- Alexandre Dumas: A kaméliás hölgy (regény) Bp. 1944.
- Giovanni Germanetto: Egy borbély emlékezései (regény) (Ford.: Győry Mária és Jankovich Ferenc) Bp. 1950.
- Romain Rolland: Colas Breugnon (regény) Bp. 1950.
- Victor Hugo versei (Győry János:V.H.) Bp. 1952.
- La Marseillaise (Franciaország himnusza) magyar fordítása Verseghy Ferenc után